# 閃亂神樂 Burst -紅蓮的少女們-
《閃亂神樂 Burst -紅蓮的少女們-》（閃乱カグラ Burst -紅蓮の少女達-）是Marvelous AQL於2012年8月30日發售，與前作《閃亂神樂 -少女們的真影-》（下稱「真影」）同樣是任天堂3DS遊戲，同由高木謙一郎企劃、北島行德負責劇本以及八重樫南負責插畫，而現時本作實體版的銷量已經超越10萬。本作發售的同年宣佈「真影」動畫化企劃進行中，並於翌年1月6日開始播放。而續作《閃亂神樂 SHINOVI VERSUS -少女們的証明-》（下稱「SV」）亦於2013年2月28日發售。
另外，官方於2014年1月8日公布本作與「真影」的正式續集——《閃亂神樂2 -真紅-》（閃乱カグラ2 -真紅-）將於同年8月7日發售，平台同為任天堂3DS。

## 遊戲概要
與「真影」一樣，本遊戲是由小說劇情、角色對話劇情與橫向捲軸戰鬥三部分構成的動作遊戲。至「SV」中戰鬥部分才改為類似無雙系列的三維空間戰鬥。而系統上有作出調整，包括更衣室變為立體視角等。不過，本作是N3DS遊戲，但是很多情況之下與「真影」一樣，仍然沒有裸眼3D功能。以戰鬥部分為例，除了出場、忍轉身、服裝破壞與使用秘傳忍法的動畫有3D功能外，其餘一般戰鬥部分系統會強制關閉3D功能。另外，由於本作收錄「真影」所有內容，使未曾接觸閃亂神樂系列的玩家可以直接遊玩本作以理解前作故事的內容。

## 故事簡介
本作分為兩條故事線——半藏篇和蛇女篇。半藏篇是收錄「真影」所有故事內容的故事線，是描寫就讀於忍者培養機關「國立半藏學院」的五名少女與惡勢力對抗的故事；而蛇女篇是描寫就讀於惡忍培育機構「秘立蛇女子學園」的五名少女在殘酷的修煉和與善忍的抗爭中，漸漸明白除了力量外，同伴也是非常重要的故事。而兩條故事線的時間點相當接近，所以嚴格來說本作並不等於「真影」的續集。

## 登場人物
詳細介紹請參見「真影」。

### 秘立蛇女子學園
焰（聲優：喜多村英梨）
秘立蛇女子學園2年級生。生日：1月3日。16歲。血型：B型。身高163公分。三圍分別是B87/W57/H85。
詠（聲優：茅野愛衣）
秘立蛇女子學園2年級生，生日：2月10日。16歲。血型：B型。身高160公分。三圍分別是B95/W58/H90。
日影（聲優：白石涼子）
秘立蛇女子學園3年級生。生日：9月9日。17歲。血型：O型。身高160公分。三圍分別是B85/W57/H85。
未來（聲優：後藤沙緒里）
秘立蛇女子學園1年級生。生日：12月28日。15歲。血型：A型。身高150公分。三圍分別是B62/W48/H59。
春花（聲優：豐口惠）
秘立蛇女子學園3年級生。生日：7月20日。18歲。血型AB型。身高169公分。三圍分別是B99/W55/H88。
鈴音（聲優：三森鈴子）
秘立蛇女子學園的教師。生日：9月30日。26歳。血型：A型。身高160cm。三圍分別是B97/W57/H90。
道元（聲優：小杉十郎太）
是出資建立蛇女子學園的人。

### 國立半藏學院
飛鳥（聲優：原田瞳）
國立半藏學院2年級生。生日：9月8日。16歲。血型：A型。身高155公分。三圍分別是B90/W57/H85。
斑鳩（聲優：今井麻美）
國立半藏學院3年級生。生日：7月7日。18歲。血型：A型。身高168公分。三圍分別是B93/W59/H90。
葛城（聲優：小林優）
國立半藏學院3年級生。生日：11月5日。17歲。血型：B型。身高165公分。三圍分別是B95/W57/H90。
柳生（聲優：水橋香織）
國立半藏學院1年級生。生日：12月23日。15歲。血型：O型。身高158公分。三圍分別是B85/W60/H83。
雲雀（聲優：井口裕香）
國立半藏學院1年級生。生日：2月18日。15歲。血型：B型。身高160公分。三圍分別是B80/W55/H73。
大道寺（聲優：浅川悠）
國立半藏學院傳說中的前輩。生日：11月11日。25歲。血型：B型。身高170公分。三圍分別是B100/W58/H98。
霧夜（聲優：藤原啟治）
國立半藏學院・忍學科的教師，同時也是飛鳥等人的導師。生日：5月5日。40歲。血型：A型。身高185公分。
半藏（聲優：山本兼平）
飛鳥的爺爺，是傳說中的忍者。

## 世界觀
惡忍
由一些私人企業或政治家私下培訓出來替其辦事的忍者，為其完成任務會不擇手段。
善忍
是國家所屬的忍者，由高中的忍學科培訓，畢業後便成為國家執行任務的忍者。
忍結界
由忍者發動的結界，能夠與外界隔絕。
陰陽變化
是指忍者自己陰和陽屬性的熟練程度的累積。每當忍者陰和陽屬性累積到不同程度，其招式和效果亦各有不同。
陽屬性
由忍轉身狀態下發動和累積，效果包括飛翔亂舞次數加一次、空中可以衝刺等。
忍轉身
服裝會根據忍者理想中的自己而改變。忍轉身後血量會完全回復，當忍法計累積到一定程度後可使用秘傳忍法。
陽亂屬性
當陽屬性累積到極限時便會覺醒，會有更多特殊效果如忍法計容易累積等等。
陰屬性
由命驅狀態下發動和累積，效果包括攻擊力增加為4.5倍、防禦力減至20%等。
命驅
任務開始時自己脫下衣服只剩內衣，當忍法計累積到一定程度後可使用秘傳忍法。
發動命驅後不可忍轉身，而完成任務時會自動得到「脫」評價。
陰亂屬性
當陰屬性累積到極限時便會覺醒，會有更多特殊效果如攻擊力增加為7.5倍、防禦力減至10%、空中衝刺的無敵時間延長等。
閃亂屬性
當陽亂屬性和陰亂屬性覺醒後會得到，閃亂屬性有吸納陽亂和陰亂的一部分特質。
當閃亂屬性解放後，玩家需要自行選擇該角色以陽亂、陰亂或閃亂屬性執行任務，而選擇陰亂後任務開始時會自動發動命驅狀態；反之選擇陽亂或閃亂後則不能發動命驅狀態。
順帶一提，「紅蓮之焰」自定義為閃亂屬性，但執行任務時會累積陽屬性。
秘傳忍法
忍者借大自然的力量而發動的高殺傷力的忍法，使用時會消耗忍法計的累積量。
本作有「秘傳忍法·壹」、「秘傳忍法·貳」（又稱「超秘傳忍法」）和「空中秘傳忍法」三種。
本作中只有焰擁有兩招秘傳忍法·貳，分別是一般模式的「颯」和紅蓮之焰模式的「紅」。
超秘傳忍法書
是收藏於本作兩間忍者學校的貴重卷軸，只有超秘傳忍法書認定的忍者才可以閱讀其內容。
超秘傳忍法書分為「陰」和「陽」兩卷，當中陰之超秘傳忍法書由焰得到；而陽之超秘傳忍法書由飛鸟得到。

## 主題曲

### 蛇女篇
片頭曲
作詞 - 高木謙一郎 / 作曲 - 本山明燮 / 歌 - 焰（喜多村英梨）
片尾曲
作詞・作曲 - 濱田智之 / 編曲 - 悠木真一 / 歌 - ARTERY VEIN（今井麻美、喜多村英梨）

### 半藏篇
片頭曲
作詞 - 葉月みこ / 作曲・編曲 - 林達志 / 歌 - 飛鳥（原田瞳）、斑鳩（今井麻美）、葛城（小林優）、柳生（水橋香織）、雲雀（井口裕香）
片尾曲
作詞 - 高木謙一郎、木下カナコ / 作曲・編曲 - 林達志 / 歌 - 近藤あいる

## 相關書籍
閃亂神樂Brust -紅蓮的少女們- 官方完全攻略+插畫集
本作的攻略本和插畫集。
Magi-Cu四格漫畫 閃亂神樂 Burst -紅蓮的少女們-
屬於Magi-Cu Comic叢書系列的四格漫畫。日本現已發行三卷。
是一部惡搞本作橋段的漫畫。
閃亂神樂 Burst -紅蓮的少女們- 漫畫文集
一迅社旗下DNAメディアコミックス叢書系列的四格漫畫。日本現已發行兩卷。
第一卷由あらふじ、栄智ゆう、大石コウ、御眼鏡、かみ田、五合ぺろり、こんがりぱすた、坂口、そらったま、とりまる、内藤コウセ、ななてる、冬野みかん、ロックハート共14人作畫。
第二卷由あらふじ、いちみ、栄智ゆう、御眼鏡、かまぼこRED、こんがりぱすた、坂口、そらったま、つむつむ、ななてる、mizuki、もず、ロックハート、ロドニィ共14人作畫。
閃亂神樂 -千紫萬紅的春花-
於《Fami通コミッククリア》連載。
講述春花拍攝其他蛇女子學園和半藏學園學生笑容的照片故事。由高木謙一郎原作，井上巧作畫。
閃亂園兒☆巨乳組
於《Fami通コミッククリア》連載。
講述閃亂幼兒園的學生以成為巨乳為目標的故事。由高木謙一郎原作，アサヒナヒカゲ作畫的四格漫畫。

## 參照
1. ↑  任天堂介紹網頁 （页面存档备份，存于） 中，遊戲類型變成比較含蓄的動作遊戲。遊戲的圖示是水墨畫風格的鷹。
2. ↑  3DS『閃乱カグラ Burst -紅蓮の少女達-』実売で10万本突破 ― 高木プロデューサーが報告 的存檔，存档日期2013-09-29.
3. ↑  注意此為「真影」動畫版聲優，未必與本作一樣。

## 系列相關作品
- 閃亂神樂 -少女們的真影-（閃乱カグラ -少女達の真影-）：2011年9月22日發售的系列首作。

- 閃亂神樂 NewWave（日语：閃乱カグラ NewWave）：2012年11月28日開始配信，由GREE發售的社交網絡遊戲。

- 閃亂神樂 忍者對決 -少女們的証明-（日语：閃乱カグラ SHINOVI VERSUS -少女達の証明-）：2013年2月28日發售PlayStation Vita新作，是本作和「真影」的外傳。

- 忍乳負重 閃亂神樂（日语：デカ盛り 閃乱カグラ）：2014年3月20日由PlayStation Store發售的PlayStation Vita作品，而該作品會分為兩部分發售，同時為系列首作音樂節拍遊戲和中文化作品。

- 閃亂神樂2 -真紅-（日语：閃乱カグラ2 -真紅-）：2014年8月7日於任天堂3DS平台發售的正式續集，當中「真紅」的意思是「真影」與「紅蓮」締結的新章節之意。

- 閃亂神樂 ESTIVAL VERSUS -少女們的選擇-（閃乱カグラ ESTIVAL VERSUS -少女達の選択-）：「SV」的續集，預定2015年3月26日於PlayStation Vita與PlayStation 4雙平台發售的作品。

## 其他
於超次元戰記 戰機少女系列中登場角色Marvelous AQL是同名公司與本系列作品的擬人化角色,而該角色的配音員與飛鳥一樣皆為原田瞳。

## 外部連結
- （日語）遊戲系列官方網站
- （日語）本作官方網站 （页面存档备份，存于）
- （日語）遊戲系列官方部落格 Archive.today的存檔，存档日期2013-01-11